# Identità di Green
Le identità di Green, il cui nome è dovuto a George Green, sono due corollari del teorema della divergenza per funzioni continue e differenziabili al second'ordine.

## Descrizione

### Prima identità di Green
Siano {\displaystyle \varphi } e {\displaystyle \psi } due funzioni scalari definite in una regione {\displaystyle U\subset \mathbb {R} ^{3}}, con {\displaystyle \varphi } derivabile due volte con continuità e {\displaystyle \psi } derivabile con continuità. Considerando il campo vettoriale {\displaystyle \mathbf {F} =\psi \nabla \varphi }, con {\displaystyle \nabla \varphi } il gradiente di {\displaystyle \varphi }, il teorema della divergenza mostra che:
{\displaystyle \int _{U}\mathbf {\nabla } \cdot \mathbf {F} \ dV=\oint _{\partial U}\mathbf {F} \cdot \mathbf {n} \ dS}
dove {\displaystyle \mathbf {n} } è il versore uscente normale all'elemento di superficie {\displaystyle dS} e {\displaystyle \partial U} la superficie che delimita {\displaystyle U}. Dal momento che:
{\displaystyle \mathbf {\nabla } \cdot (\psi \nabla \varphi )=\psi \nabla ^{2}\varphi +\nabla \psi \cdot \nabla \varphi }
si ottiene la prima identità di Green:
{\displaystyle \int _{U}\left(\psi \nabla ^{2}\varphi +\nabla \varphi \cdot \nabla \psi \right)\,dV=\oint _{\partial U}\psi \left(\nabla \varphi \cdot \mathbf {n} \right)\,dS}
dove {\displaystyle \nabla ^{2}} è il laplaciano e:
{\displaystyle \psi \nabla \varphi \cdot \mathbf {n} =\psi {\frac {\partial \varphi }{\partial n}}}
con {\displaystyle \partial \varphi /\partial n} la derivata rispetto alla direzione {\displaystyle \mathbf {n} }. Tale teorema è sostanzialmente la versione in più dimensioni dell'integrazione per parti, con {\displaystyle \psi } ed il gradiente di {\displaystyle \varphi } rimpiazzati con {\displaystyle u} e {\displaystyle v}.
La prima identità di Green è un caso particolare della più generale identità ottenuta dal teorema della divergenza sostituendo {\displaystyle \mathbf {F} =\psi \mathbf {\Gamma } }:
{\displaystyle \int _{U}\left(\psi \nabla \cdot \mathbf {\Gamma } +\mathbf {\Gamma } \cdot \nabla \psi \right)\,dV=\oint _{\partial U}\psi \left(\mathbf {\Gamma } \cdot \mathbf {n} \right)\,dS}

### Seconda identità di Green
Se {\displaystyle \varphi } e {\displaystyle \psi } sono derivabili due volte con continuità su {\displaystyle U\subset \mathbb {R} ^{3}} e {\displaystyle \varepsilon } è derivabile con continuità, si può scegliere {\displaystyle \mathbf {F} =\psi \varepsilon \nabla \varphi -\varphi \varepsilon \nabla \psi } ed ottenere:
{\displaystyle \int _{U}\left[\psi \nabla \cdot \left(\varepsilon \nabla \varphi \right)-\varphi \nabla \cdot \left(\varepsilon \nabla \psi \right)\right]\,dV=\oint _{\partial U}\varepsilon \left(\psi {\partial \varphi  \over \partial n}-\varphi {\partial \psi  \over \partial n}\right)\,dS}
Nel caso particolare in cui {\displaystyle \varepsilon =1} allora:
{\displaystyle \int _{U}\left(\psi \nabla ^{2}\varphi -\varphi \nabla ^{2}\psi \right)\,dV=\oint _{\partial U}\left(\psi {\partial \varphi  \over \partial n}-\varphi {\partial \psi  \over \partial n}\right)dS}

### Terza identità di Green
La terza identità di Green deriva dalla seconda ponendo {\displaystyle \varphi =G}, dove {\displaystyle G} è la funzione di Green del laplaciano. Questo significa che:
{\displaystyle \nabla ^{2}G(\mathbf {x} ,\mathbf {\eta } )=\delta (\mathbf {x} -\mathbf {\eta } )}
Ad esempio in {\displaystyle \mathbb {R} ^{3}} si ha una soluzione della forma:
{\displaystyle G(\mathbf {x} ,\mathbf {\eta } )={-1 \over 4\pi \|\mathbf {x} -\mathbf {\eta } \|}}
La terza identità afferma che se {\displaystyle \psi } è derivabile due volte con continuità su {\displaystyle U} allora:
{\displaystyle \int _{U}\left[G(\mathbf {y} ,\mathbf {\eta } )\nabla ^{2}\psi (\mathbf {y} )\right]\,dV_{\mathbf {y} }-\psi (\mathbf {\eta } )=\oint _{\partial U}\left[G(\mathbf {y} ,\mathbf {\eta } ){\partial \psi  \over \partial n}(\mathbf {y} )-\psi (\mathbf {y} ){\partial G(\mathbf {y} ,\mathbf {\eta } ) \over \partial n}\right]\,dS_{\mathbf {y} }}
Nel caso in cui {\displaystyle \psi } è una funzione armonica, ovvero è essa stessa soluzione dell'equazione di Laplace, allora {\displaystyle \nabla ^{2}\psi =0} e l'identità si semplifica assumendo la forma:
{\displaystyle \psi (\mathbf {\eta } )=\oint _{\partial U}\left[\psi (\mathbf {y} ){\partial G(\mathbf {y} ,\mathbf {\eta } ) \over \partial n}-G(\mathbf {y} ,\mathbf {\eta } ){\partial \psi  \over \partial n}(\mathbf {y} )\right]\,dS_{\mathbf {y} }}
Il secondo termine nel precedente integrale può essere eliminato scegliendo {\displaystyle G} in modo che si annulli sulla frontiera di {\displaystyle U}:
{\displaystyle \psi (\mathbf {\eta } )=\oint _{\partial U}\psi (\mathbf {y} ){\partial G(\mathbf {y} ,\mathbf {\eta } ) \over \partial n}\,dS_{\mathbf {y} }}
Tale forma è usata per costruire soluzioni al problema delle condizioni al contorno di Dirichlet, mentre per le condizioni al contorno di Neumann si utilizza invece la funzione di Green il cui gradiente si annulla sulla frontiera.